# Al-Qaïda attaque !
Al-Qaïda attaque ! est un diptyque de deux romans d'espionnage formant une suite romanesque, en l'occurrence les 173e et 174e volumes de la série SAS, écrits par Gérard de Villiers et publiés en 2008 aux Éditions Gérard de Villiers. Comme tous les SAS parus au cours des années 2000, les deux volumes ont chacun été édités lors de leur publication en France à 550 000 exemplaires.
L'action se déroule courant 2008 à Kaboul (Afghanistan) mais aussi au Royaume-Uni, à Dubaï, au Pakistan, en Belgique et aux Pays-Bas. Malko Linge est chargé de remonter une filière de terroristes afghans et d'empêcher la commission d'un attentat.

## Publications et notoriété du roman
Dans le numéro de juillet-août 2014 de la Revue des Deux Mondes dont le titre est « G. de Villiers : enquête sur un phénomène français », il est précisé sous la plume de Serge Brussolo, en page 79 de la revue, que « (…) à la fin des années 1960, la vente moyenne d'un SAS tournait autour des 250 000 exemplaires. Gérard de Villiers en écrivait quatre par an. Ce à quoi s'ajoutaient les rééditions continuelles des anciens titres. Au bas mot, plus d'un million de volumes vendus chaque année à un public englobant des couches socioprofessionnelles allant de l'ouvrier métallurgiste au cadre supérieur. Aujourd'hui, en ces temps de grande misère éditoriale, de tels chiffres font rêver. »
Dans son essai consacré à la biographie de Gérard de Villiers et aux romans de la série SAS, Benoît Franquebalme indique le succès grandissant des romans dans le public.
Ainsi dès 1967, les ventes sont de 100 000 exemplaires par tome (soit 400 000 exemplaires par an).
À partir de 1976 et dans les années qui suivent, les romans sont tirés à 550 000 exemplaires le premier jour de la parution.

## Personnages principaux

### Américains, Britanniques et alliés
- Malko Linge : héros du roman, Autrichien, agent contractuel de la CIA.
- Tom Atkins : responsable de l'antiterrorisme au MI-5.
- William Wolseley : directeur de cabinet du chef du MI-5.
- George Cornwell : directeur du MI-6.
- Henry Lovecraft : responsable de l'antiterrorisme au MI-6.
- Stanley Allbright : agent du MI-6 à Kaboul.
- Richard Spicer : représentant de la CIA au Royaume-Uni.
- John Mulligan : agent traitant de « Shalimar ».
- Duane Claridge : agent traitant de Ramzi Kamal Karim.

### Afghans ou Pakistanais
- Ramzi Kamal Karim : agent double travaillant pour Al Qaida et les services secrets britanniques.
- Benazir Kayani : étudiante à Londres.
- Bashir Memon : pharmacien à Londres
- Nadir Memon : frère du précédent, imam en Afghanistan (source « Shalimar »)
- Tarika Nawaz-Saleh :

### Autres personnages
- Maureen Kieffer : Sud-Africaine vivant en Afghanistan.
- Gwyneth Robertson :
- Bob Bearden :
- Joshua Ponickau : Allemand converti à l'Islam.
- Astrid Goude :

## Résumé

### Al-Qaïda attaque: 1
Le roman commence par l'assassinat à New York de Ramzi Kamal Karim, un agent double qui donne des renseignements à la CIA. Il a été tué par le Mossad, le service secret israélien (Prologue).
Une réunion a lieu aux services secrets britanniques pour faire le point. Karim avait donné une information importante : Al Qaida a créé au Pakistan ou en Afghanistan un camp d'entraînement pour des convertis à l'Islam, endoctrinés pour aller faire des attentats-kamakaze en Europe. Il ne reste au MI-6 qu'une seule source : « Shalimar ». La taupe des britanniques implantée chez Al Qaida est Nadir Memon, dont le frère Bashir Memon est pharmacien à Londres. On contacte Bashir afin qu'il reprenne contact avec son frère Nadir (chapitres 1 à 3).
Bashir obtient des renseignements permettant de reprendre le contact. À la demande du MI-6, Malko est envoyé par la CIA à Spin Boldak en Afghanistan pour y rencontrer Nadir Memon. Un convoi à cinq personnes est organisé pour rencontrer aussi discrètement que possible Nadir : Malko, Maureen Kieffer, Stanley Allbright (agent du MI-6 au Pakistan) et deux militaires chargés de la protection. Le groupe tombe dans une embuscade d'Al Qaida dont ils ne s'échappent que par miracle. L'un des militaires a été tué (chapitres 4 et 5). 
Sur le chemin du retour, une seconde tentative d'assassinat n'est évitée que parce que le terroriste n'a pas pu faire exploser l'intégralité de son chargement d'explosif. Nadir a-t-il volontairement trahi, ou alors a-t-il été découvert ? De retour dans la ville pakistanaise, Malko et Maureen font l'amour pour se remettre de leurs émotions (chapitre 6).
Malko est rappelé au Royaume-Uni pour faire le point : la source « Shalimar » semble grillée. On lui présente un portrait de Nadir : ce n'est pas lui qui avait accueilli Malko pour le rendez-vous piégé. Bashir Memon, n'ayant aucune nouvelle de son frère, est très inquite et décide, pour en avoir le cœur net, de se rendre, via Dubaï, à Quetta, au Pakistan. Il fausse compagnie à la surveillance légère du MI-5. Au même moment, le MI-6 apprend que Zalmay Saiyid, imam d'Al Qaida, se rend à Dubaï pour une rencontre importante. On propose à Malko d'y aller et l'Autrichien accepte. Quand le MI-6 apprend la disparition inattendue de Bashir et son arrivée à Dubaï, les fonctionnaires se posent des questions : a-t-il trahi son frère ? (chapitres 7 à 9).
Tandis que Bashir est déjà reparti de Dubaï pour aller à Quetta, Malko s'envole pour Dubaï pour y suivre la piste de Zalmay Saiyid. Bashir se rend à Quetta où il apprend que son frère est dans le coma à la suite d'un accident de la circulation survenu la veille du rendez-vous prévu avec Malko et Stanley. Le médecin lui propose une euthanasie douce. Bashir accepte et, le lendemain, fait enterrer son frère. Pendant ce temps, Zalmay Saiyid (l'imam d'Al Qaida) est arrivé à Dubaï et est suivi en filature. Il rencontre Aziz Darvish, un Libanais négociant en diamants. Les deux hommes se rencontrent brièvement. Darvish est pris en filature : il a reçu un colis de l'imam et dans le passé a été impliqué dans des trafics louches. Il se rend à Anvers en Belgique, sans doute pour négocier des diamants dont les revenus reviendront à Al Qaida pour financer des actes terroristes (chapitres 10 à 12).
Malko et le contre-espionnage britannique surveillent Aziz Darvish, qui vend les diamants ramenés de Dubaï dans le quartier des diamentaires. Alors qu'il remet l'argent en cash à son contact, ce dernier le tue d'une balle dans la tête. Un agent du MI-5 est tué. Situé non loin de là pour la surveillance, Malko intervient et reçoit une balle au niveau du ventre : il n'évite la mort que parce que la boucle de sa ceintruee a arrêté la balle. Le tireur est une femme du commandao. Non seulement le trio de terroristes a pu tuer Darvish, mais aussi il savait qu'il était suivi par les services secrets. On apprend que la veille, Darvish a été appelé par un portable ouvert au nom d'un Marocain. Une tentative de perquisition au domicile du Marocain se solde par un drame : la sonnette était piégée et une bombe explose, tuant plusieurs policiers (chapitres 13 à 15).
Le lendemain, un attentat terroriste a lieu devant le quartier-général de l'OTAN. L'attentat-suicide a été effectué par un européen converti à l'Islam. Comme l'embuscade d'Anvers a eu lieu bien après la mort de « Shalimar », Malko en déduit qu'Al Qaida a placé un agent double au sein même des services secrets britanniques, au plus haut niveau. Il s'en ouvre en pleine réunion, où sa déclaration fait l'effet d'une bombe. George Cornwell, le directeur-général du MI-6, demande à Malko de procéder à une enquête discrète pour tenter de découvrir la « taupe ». Malko reçoit les dossiers de quatre des principaux responsables des services secrets et les étudie à fond. Il ne trouve rien de louche, tous ont l'air d'être de parfaits patriotes. Un seul attire l'attention de Malko : Tom Atkins a passé quatre ans au Pakistan quelques années auparavant. Malko décide de contacter Bob Bearden, un ancien collègue américain de Tom Atkins. À New York, Bob Bearden lui apprend qu'Atkins avait eu une liaison sentimentale passionnelle avec une jeune pakistanaise, Tarika Saleh, épouse d'Amrullah Saleh, officier des services secrets pakistanais. Celui-ci, apprenant la liaison, avait répudié sa femme, qui peu après avait disparu. Aucune de ces informations ne figurait dans le dossier administratif d'Atkins, qui en conséquence devient le suspect numéro un. Malko retourne à Londres et résume ses découvertes à Cornwell.
Une enquête exceptionnellement rapide est faite et l'on retrouve la trace de Tarika Saleh. Elle vit à Londres depuis trois ans et travaille comme vendeuse chez Harrods ! Le domicile de Tarika est visité en son absence, et des micros et caméras miniatures sont cachés chez elle. On découvre sa liaison avec Tom Atkins. Ce dernier apprend par Bob Bearden l'enquête menée par Malko : il comprend qu'il a été découvert. Il décide de tuer Malko puis de quitter immédiatement le Royaume-Uni. Il tend un guet-apens à l'agent autrichien et lui tire dessus. Malko ne doit la vie sauve que grâce à des balles à blanc remplacées lors de la fouille du domicile et à la boucle métallique de sa ceinture Hermès ! Peu de temps après, Atkiins est interpellé alors qu'il s'apprête à prendre l'Eurostar à la gare de Saint Pancrace. Placé en détention, Atkins reconnaît sa trahison, commise en raison d'un amour fou pour Tarika. Le lecteur apprend alors qu'un Allemand converti à l'Islam, Joshua Ponickau, a reçu comme mission de faire exploser le Tunnel sous la Manche.
Le récit se poursuit dans le volume suivant.

### Al-Qaïda attaque: 2
Le roman commence où l'action s'était terminée dans le roman précédent. Tom Atkins devrait théoriquement être jugé et condamné, et Tarika expulsée. Mais une autre solution est possible. Puisque les Talibans ignorent que leur manipulation est découverte, autant se servir de Tom Atkins comme agent double, ce qui permettra peut-être de découvrir la base de formation des apprentis djihadistes. Une proposition est faite à Tom Atkins : il va se rendre comme prévu au Pakistan, se présentera comme un converti ayant été découvert et demandera à devenir un feydahin voulant être kamikaze. En contrepartie, on fera le maximum pour le récupérer par la suite et on « oubliera » sa trahison ; il pourra ainsi vivre sa relation passionnelle avec Tarika sans souci. Tom accepte, non seulement pour l'idée de recouvrer prochainement sa liberté, mais aussi pour vivre avec Tarika. Il est libéré et se rend par ses propres moyens à Islamabad au Pakistan. Il se présente à un intermédiaire, et on le conduit devant un conseil. Après palabres, son sort est décidé : il sera effectivement un djihadiste qui mourra en martyr.
Pendant ce temps, Tarika est informée de l'accord passé avec Tom et son rôle d'agent double : Tarika n'aura qu'à attendre quelques mois, le temps que le plan se réalise. Durant cette période elle sera logée dans un appartement des services secrets. Malko est chargé de sa protection. Or le lecteur apprend que Tarika a perdu tout amour pour Tom et que le rôle de taupe qui lui est confié lui apparaît comme une horreur. Elle rêve de quitter l'Angleterre (qu'elle déteste) et de retourner au Pakistan, et éventuellement de se remettre en couple avec son ancien époux. Elle décide donc d'avertir Al Qaida du « retournement » de Tom. Elle entreprend de séduire Malko à cette fin. Pendant ce temps, Al Qaida prépare un terrible attentat dans le Tunnel de la Manche. Dans un premier temps, un camion de l'US Army contenant vingt tonnes d'explosifs est volé dans le port de Rotterdam (les deux chauffeurs routiers sont tués).
Dans un second temps, un camion semi-remorque qui fait du transport international routier est volé (le chauffeur est séduit par Astrid Goude, une djihadiste, puis égorgé). Dans un hangar loué, les explosifs sont transférés dans le camion volé. La police néerlandaise est sur les dents et n'a aucun indice. Mais on se doute que les voleurs du camion contenant les explosifs sont les mêmes personnes que les tueurs qui avaient agi lors du coup de main à Anvers contre Aziz Darvish (cf. tome 1). Grâce à l'étude des appels téléphoniques passés au port de Rotterdam, la police interpelle un docker. Il avoue avoir averti les voleurs du camion de l'arrivée des explosifs au port. Par recoupement, on détermine l'identité de ses commanditaires. Malko se rend à une adresse d'Amsterdam d'un suspect, Hank Boer. Il découvre en face de l'appartement du suspect la femme qui l'avait attaqué à Anvers et qui est Astrid Goude. La femme tente de le tuer et se retranche dans l'appartement. Malko fait appel aux services de la police.
Pendant l'assaut la jeune femme est tuée. Malko découvre dans le sac à main d'Astrid un numéro de téléphone qui est celui du chauffeur routier polonais qu'elle avait séduit et égorgé. L'enquête permet de constater que le chauffeur routier et son camion sont introuvables. Apprenant le trajet prévu du camion, Malko a compris que les terroristes veulent faire sauter le camion à l'intérieur du Tunnel sous la Manche, dans une rame de l'Eurostar... Les services secrets britanniques, dans l'ignorance de ce qu'est devenu Tom, envisagent de faire retourner  Tarika Nawaz-Saleh au Pakistan afin qu'elle collecte des informations. Malko, qui soutient activement cette idée, est chargé de l'accompagner au Pakistan. Arrivé dans la ville, Tarika plaide pour une liberté de mouvements, ce qui lui est accordé. Elle fait passer un message à Al Qaida informant de la traîtrise de Tom…

## Autour du roman
Malko s'était déjà rendu à plusieurs reprises dans la zone Afghanistan/Pakistan et s'y rendra encore une fois :
- - L'Homme de Kabul (1972)
  - Embuscade à la Khyber Pass (1983)
  - Loi martiale à Kaboul (1989)
  - Vengez le vol 800 (1997)
  - Bin Laden, la traque (2002)
  - Aurore noire (2005)
  - Otages des Taliban (2007)
  - Al-Qaïda attaque : 1 / Al-Qaïda attaque : 2  (2008)
  - Sauve-qui-peut à Kaboul (2013), roman dans lequel il retrouvera Maureen Kieffer.

Malko s'était déjà rendu à Dubaï dans L'Or d'Al-Qaïda (SAS n°151).